# Lagenandra nairii
Lagenandra nairii là một loài thực vật có hoa trong họ Ráy (Araceae). Loài này được Ramam. & Rajan mô tả khoa học đầu tiên năm 1983 publ. 1984.